# 埃斯科·涅米
埃斯科·涅米（芬蘭語：Esko Niemi，1934年6月11日—2013年11月8日），芬兰男子冰球运动员，场上位置是守门员。他曾代表芬兰国家队参加1960年冬季奥林匹克运动会冰球比赛，获得第7名。